# 1863 год в науке
В 1863 году были различные научные и технологические события, некоторые из которых представлены ниже.

## События
- 10 января — открыта первая линия Лондонского метро. Первый метрополитен (Джон Фаулер).[1]
- Степень доктора медицины получил в Харькове Склифосовский Николай Васильевич за диссертацию «О кровяной околоматочной опухоли».
- Экспедиция Давида Ливингстона снова вернулась к западному берегу Ньясы. На этот раз Ливингстон отправился вглубь страны. Он выяснил, что горы, которые окружают озеро, на самом деле представляют собой широкие плоскогорья, отделяющие Ньясу от низменной области на востоке, насыщенной реками и озёрами.
- в 1863 году на собрании Британской ассоциации развития науки англо-ирландский биолог Уильям Кинг сделал доклад, на котором признал неандертальца отдельным видом людей и предложил дать ему название Homo neanderthalensis.

## Достижения человечества

### Изобретения
- Механическое пианино: Анри Фурно[2]

### Новые виды животных
- Животные, описанные в 1863 году

## Награды
- Медаль Волластона в геологии: Густав Бишоф

## Родились
- Прокудин-Горский, Сергей Михайлович, русский фотограф, создатель коллекции цветных фотографий Российской империи.
- 12 января — Вивекананда, индийский философ и общественный деятель (ум. 1902).
- 12 марта — Владимир Иванович Вернадский, русский учёный, мыслитель, основатель учения о ноосфере.
- 28 августа — Михай фон Ленхосек, венгерский учёный-анатом, гистолог, физиолог.
- 28 сентября (10 октября) — Владимир Афанасьевич Обручев — русский и советский геолог, палеонтолог, географ, автор знаменитых романов «Земля Санникова» и «Плутония».
- 5 октября (23 сентября) — Трубецкой, Евгений Николаевич, русский философ.
- 18 октября — Иоганн Никель, немецкий и польский католический теолог и педагог; доктор богословия[3].

## Скончались
- 27 января — Эдвард Робинсон, американский библейский богослов-экзегет, археолог, географ и переводчик, основатель библейской географии как научной дисциплины[4].
- 1 апреля — Якоб Штейнер (род. 18 марта 1796), швейцарский математик, основатель синтетической геометрии кривых линий и поверхностей 2-го и высших порядков.